# 18 Jours
Pour plus de détails, voir Fiche technique et Distribution.
18 Jours est un film égyptien composé de plusieurs courts-métrages réalisé par Sherif Arafa, Yousry Nasrallah, Mariam Abou Ouf, Marwan Hamed, Mohamed Aly, Kamla Abou-Zikri, Chérif Al-Bendari, Khaled Marei, Ahmad Abdalla et Ahmad Alaa. 
Le film est présenté en l'honneur de l'année de l'Égypte au Festival de Cannes 2011.

## Synopsis
Dix cinéastes, vingt comédiens, six écrivains, huit chefs opérateurs, huit ingénieurs son, cinq décorateurs, trois costumières, sept monteurs, trois sociétés de postproduction et une dizaine de techniciens ont tourné dans l’urgence, sans budget et de manière complètement bénévole, dix courts-métrages de fiction, autour de la Révolution égyptienne du 25 janvier 2011.

## Distribution
- Ahmed Helmy
- Mona Zaki
- Hend Sabri
- Ahmed el Fishawy
- Amr Waked
- Asser Yasin